# Roôcourt-la-Côte
Roôcourt-la-Côte est une ancienne commune française du département de la Haute-Marne en région Grand Est. Elle est associée à la commune de Bologne depuis 1973.

## Géographie
Situé à quelques kilomètres au nord de Chaumont, sur la rive droite de la Marne, Roôcourt-la-Côte est traversé par la route D 167.
Le canal entre Champagne et Bourgogne délimite le village à l'ouest.

## Toponymie
Anciennement mentionné : Raolcort (1166), Rooucort (1170), Roochult (1175), Rocoort (1230), Radulficuria (1231), Roocuria (1233), Rocourt (1256), Raucourt (1321), Rocourt-la-Coste (1429), Roocourt (1447), Roocourt-la-Coste (1488), Rescourt la Coste (1498), Roucourt la Coste et Rouecourt la Coste (1538), Rocour (1732), Roocourt-la-Côte (1769), Rocour-la-Côte (an XIII), Roôcourt-la-Côte (1896).

## Histoire
Une partie de la seigneurie de Roôcourt appartenait à la commanderie du Corgebin.
Le 1er février 1973, la commune de Roôcourt-la-Côte est rattachée à celle de Bologne sous le régime de la fusion-association.

## Politique et administration
| Période                                  | Période | Identité        | Étiquette | Qualité |
| ---------------------------------------- | ------- | --------------- | --------- | ------- |
| avant 2002                               |         | Maryse Moussut  | DVD       |         |
|                                          |         | Didier Thiébaut |           |         |
| Les données manquantes sont à compléter. |         |                 |           |         |

## Démographie
| 1793 | 1800 | 1806 | 1821 | 1831 | 1836 | 1841 | 1846 | 1856 |
| ---- | ---- | ---- | ---- | ---- | ---- | ---- | ---- | ---- |
| 240  | 254  | 277  | 300  | 311  | 323  | 327  | 330  | 310  |

| 1866 | 1872 | 1876 | 1881 | 1886 | 1891 | 1896 | 1901 | 1906 |
| ---- | ---- | ---- | ---- | ---- | ---- | ---- | ---- | ---- |
| 319  | 275  | 278  | 295  | 321  | 283  | 265  | 269  | 261  |

| 1911 | 1921 | 1926 | 1931 | 1936 | 1946 | 1954 | 1962 | 1968 |
| ---- | ---- | ---- | ---- | ---- | ---- | ---- | ---- | ---- |
| 239  | 244  | 255  | 267  | 252  | 231  | 270  | 253  | 249  |

En 2016, la commune associée de Roôcourt-la-Côte compte 226 habitants (population totale).

## Lieux et monuments
- Église : dédiée à Saint Martin, on y remarque les armes des Templiers aux clefs de voûte, « en raison de la proximité d'un ancien établissement religieux appelé Saint-Anciaux, bâti près d'une source vénérée dans les eaux de laquelle ont trempé les linges des enfants malades »[5].
- Lavoirs : trois lavoirs remarquables sont encore visibles dans le village en 2020[5].
- Chapelle Sainte-Bologne : érigée au nord du village, sur la côte, à l'initiative de l'Abbé Delaumosne[6], curé de Viéville et de Roôcourt-la-Côte, elle a été inaugurée le 16 août 1857. La chapelle a la particularité d'être construite exclusivement avec des pierres trouées « que l'on trouve en abondance dans les buissons et le bois voisin »[7].

## Personnalités liées à la commune
- Sainte Bologne (v. 342 - v. 360) : née à Grand (Vosges) au IVe siècle, elle avait été placée en nourrice à Roôcourt-la-Côte. Selon la tradition, elle a été suppliciée par le général romain Ptolémée auquel elle refusa « de sacrifier sa vertu et sa foi »[8] : battue puis enfermée dans un tonneau hérissé de clous et rempli de pierres, elle aurait été précipitée au bas de la côte ; survivant au supplice, elle aurait été ensuite décapitée. Son corps fut transféré en 1417 au lieu-dit Sainte-Bologne devenu par suite la commune de Bologne[9].